# Mathias Sandorf
Mathias Sandorf er en fransk stumfilm fra 1921 af Henri Fescourt.

## Medvirkende
- Romuald Joubé som Mathias Sandorf
- Yvette Andréyor som Sava Toronthal
- Jean Toulout som Silas Toronthal
- Paul Vermoyal som Sarcany
- Gaston Modot som Carpéna
- Armand Tallier som Pierre Bathory
- Armand Dutertre som Birik